# Secretaría Distrital de Ambiente
La Secretaría Distrital de Ambiente es una autoridad de la administración central de Bogotá, Colombia, que promueve, orienta y regula la sustentabilidad ambiental dentro del perímetro urbano del  Distrito Capital. Es la entidad rectora de la política ambiental distrital.

## Historia
En 1990, el Concejo de Bogotá aprobó el acuerdo mediante el cual se crea el Departamento Administrativo del Medio Ambiente, DAMA.
A partir de 2007, el DAMA (entre tanto llamado Departamento Técnico Administrativo del Medio Ambiente) se convirtió en la Secretaría Distrital de Ambiente, después de la reestructuración de la administración distrital aprobada por el Concejo distrital en 2006 y propuesta por el entonces alcalde, Luis Eduardo Garzón.